# Miratemnus
Genre
Miratemnus est un genre de pseudoscorpions de la famille des Atemnidae.

## Distribution
Les espèces de ce genre se rencontrent en Afrique australe et en Afrique de l'Est.

## Liste des espèces
Selon Pseudoscorpions of the World (version 3.0) :
- Miratemnus hirsutus Beier, 1955
- Miratemnus hispidus Beier, 1932
- Miratemnus kenyaensis Mahnert, 1983
- Miratemnus segregatus (Tullgren, 1908)
- Miratemnus zuluanus Lawrence, 1937

## Publication originale
- Beier, 1932 : Revision der Atemnidae (Pseudoscorpionidea). Zoologische Jahrbücher, Abteilung für Systematik, Ökologie und Geographie der Tiere, vol. 62, p. 547-610.